# Glencove
Glencove az Amerikai Egyesült Államok északnyugati részén, Washington állam Pierce megyéjében elhelyezkedő önkormányzat nélküli település.
Glencove postahivatala 1896 és 1924 között működött. A település nevének eredete bizonytalan.
A Glencove Hotel szerepel a történelmi helyek jegyzékébebn.

## Fordítás
- Ez a szócikk részben vagy egészben  a   Glencove, Washington című angol Wikipédia-szócikk ezen változatának fordításán alapul.  Az eredeti cikk szerkesztőit annak laptörténete sorolja fel. Ez a jelzés csupán a megfogalmazás eredetét és a szerzői jogokat jelzi, nem szolgál a cikkben szereplő információk forrásmegjelöléseként.